# Stachytarpheta fallax
Stachytarpheta fallax là một loài thực vật có hoa trong họ Cỏ roi ngựa. Loài này được A.E.Gonç. miêu tả khoa học đầu tiên năm 1996.